# Julina Gianola
Julina Gianola (* 25. Januar 2002 in Davos) ist eine Schweizer Eishockeyspielerin, die seit 2023 bei den HC Davos Ladies in der höchsten Schweizer Fraueneishockey, der Women’s League, unter Vertrag steht.

## Karriere
Als Tochter der Davoser Vereinslegende Marc Gianola und einer generell eishockeyverrückten Familie wurde ihr der Sport in die Wiege gelegt. So startete sie 2015 ihre Karriere in der U15-Mannschaft des HC Davos. Abgesehen von kleinen Ausflügen, unter anderem in die Nachwuchsabteilung des EHC Chur und zu den SC Weinfelden Ladies in der damaligen SWHL A, spielte sie sich durch alle Nachwuchsmannschaften bis zur U17. Mit der U18-Nationalmannschaft nahm sie an den Eishockey-Weltmeisterschaften der U18-Frauen 2018, 2019 und 2020 teil und absolvierte in der Saison 2019/20 zudem ihre ersten Spiele für die Frauen-Nationalmannschaft. Im Jahr 2020 beendete Gianola aufgrund von fehlenden Perspektiven im Fraueneishockey in der Schweiz zunächst ihre Karriere.
Als klar war, dass das Team der HC Thurgau Ladies nach Davos zügeln würde, gab sie zwei Jahre nach ihrem Rücktritt ihr Comeback. Seit der Gründung der HCD Ladies steht die Davoserin wieder auf dem Eis und hat einen gültigen Vertrag bis 2026. Parallel dazu arbeitet sie in der Geschäftsstelle des HDC als Assistentin.

## Karrierestatistik
(Legende zur Spielerstatistik: Sp oder GP = absolvierte Spiele; T oder G = erzielte Tore; V oder A = erzielte Assists; Pkt oder Pts = erzielte Scorerpunkte; SM oder PIM = erhaltene Strafminuten; +/− = Plus/Minus-Bilanz; PP = erzielte Überzahltore; SH = erzielte Unterzahltore; GW = erzielte Siegtore; 1 Play-downs/Relegation; Kursiv: Statistik nicht vollständig)